# Bořek Šípek
Bořek Šípek  (Praag, 14 juni 1949 – aldaar, 13 februari 2016) was een prominente Tsjechische architect en ontwerper. Hij was gekend om zijn individuele, ongebruikelijke, kleurrijke en rijke stijl. Hij experimenteerde met onverwachte en meestal weelderige vormen. Vooral zijn glassculpturen genieten grote bekendheid.
Na zijn studie aan de Praagse kunstacademie emigreerde hij in 1968, het jaar van de Praagse lente, naar Duitsland. Daar studeerde hij architectuur in Hamburg en filosofie in Stuttgart. In 1979 promoveerde hij aan de Technische Universiteit van Delft. In 1983 vestigde hij zich in Amsterdam. Daar richtte zijn eigen architectuur- en designstudio op. Na de Fluwelen revolutie in zijn vaderland Tsjechoslowakije begon hij in 1989 een atelier in zijn geboortestad Praag.
Nadat hij zich opnieuw in Tsjechië had gevestigd was hij daar van 1990 tot 1998 professor architectuur en ontwerpen aan de academie voor kunst, architectuur en ontwerpen in Praag. Van 2005 tot 2012 was hij professor en decaan aan de faculteit voor kunst en architectuur van de Technische Universiteit van Liberec. 
Men zegt van Bořek Šípek dat hij de vader van de "neobarok" is. Zijn architectonische werken en andere ontwerpen zijn wereldwijd bekend. Hij had kantoren in Amsterdam, Praag en Shanghai.
Onder het presidentschap van Václav Havel was hij de architect van de Burcht van Praag. In Maastricht ontwierp hij een glassculptuur bij de ingang van de Universiteitsbibliotheek Maastricht aan de Grote Looiersstraat.
Bořek Šípek was ridder in de Franse Orde van Kunsten en Letteren.

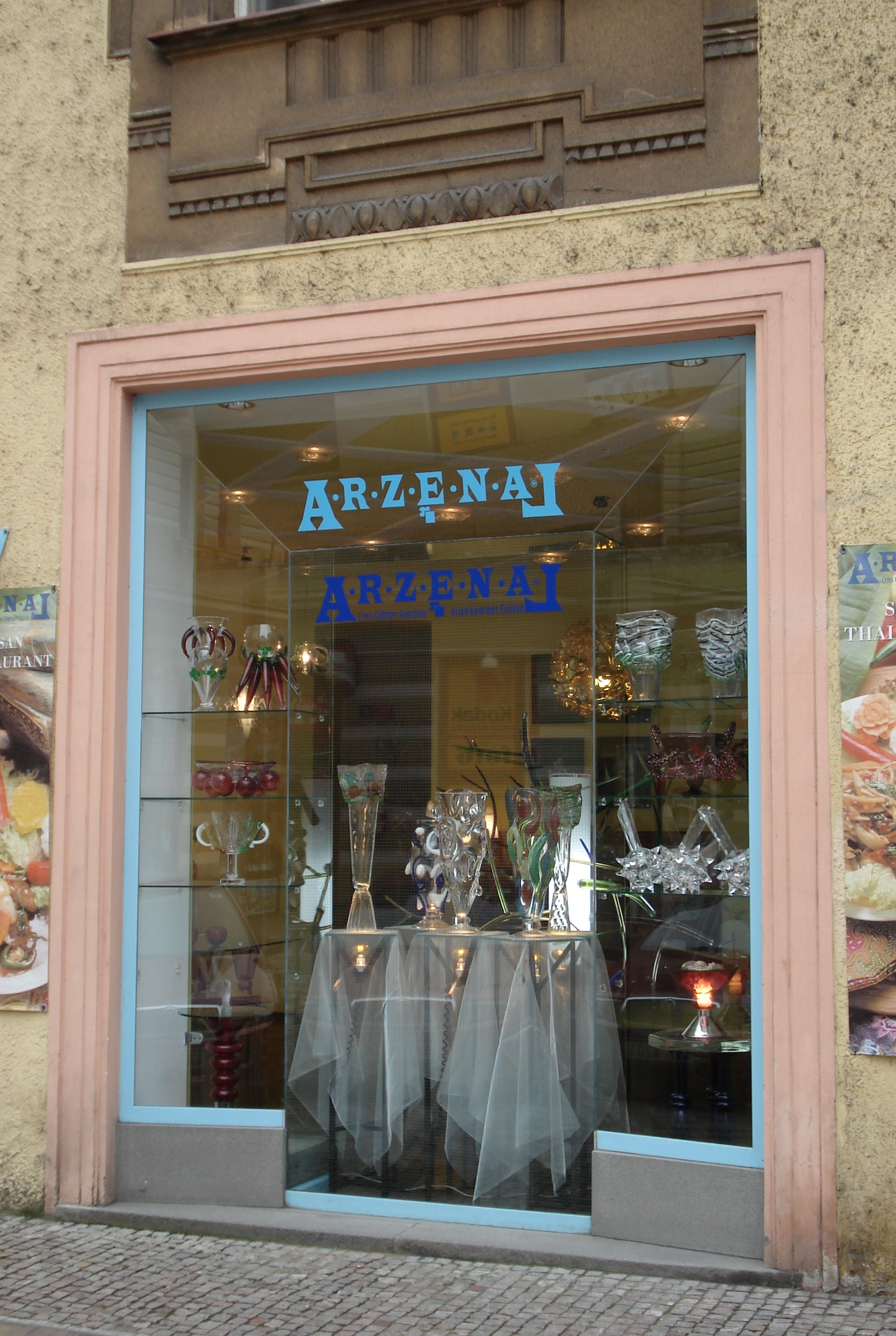
Arzenal, Šípek's winkel in Praag
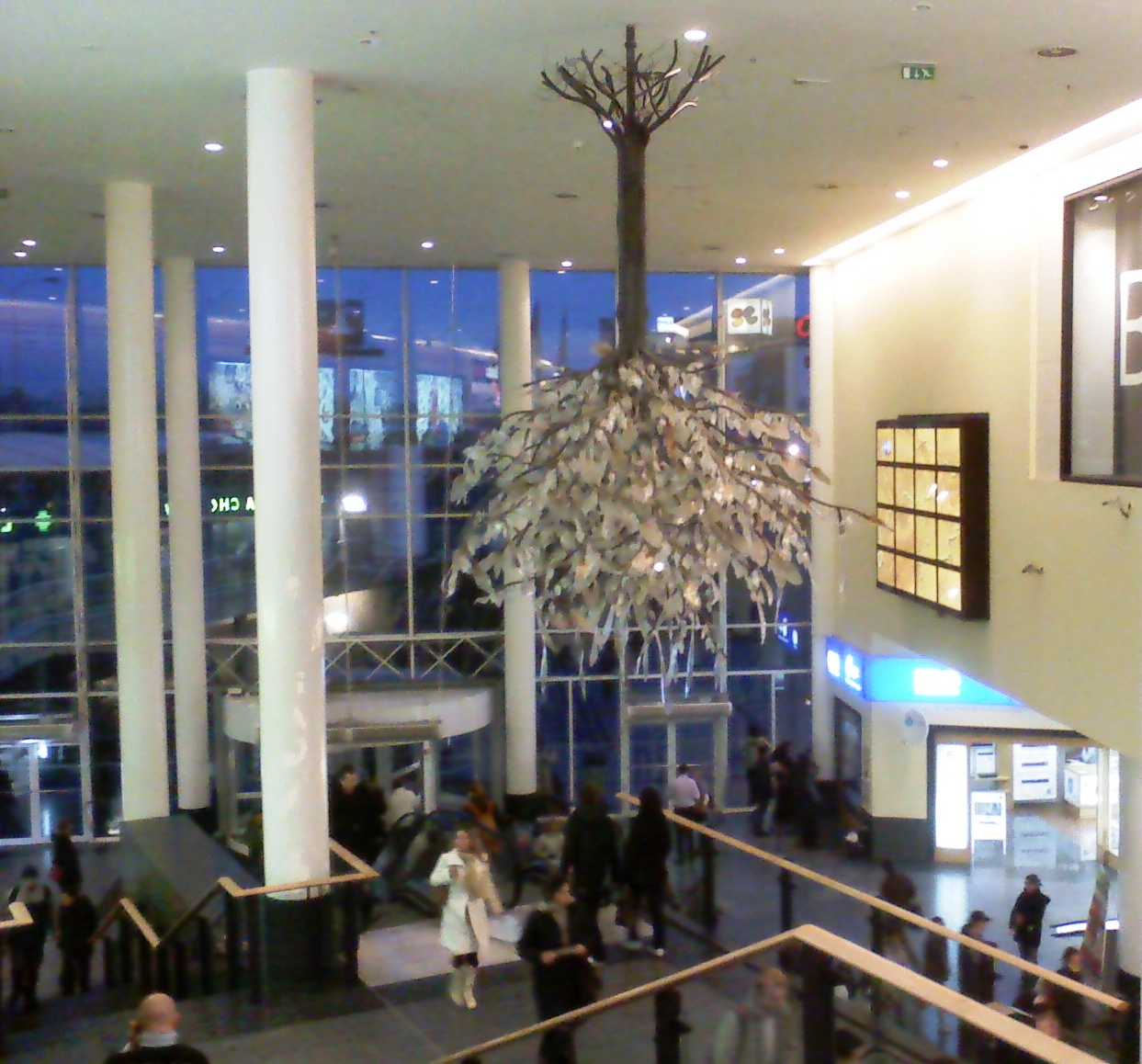
Glassculptuur in winkelcentrum, Praag
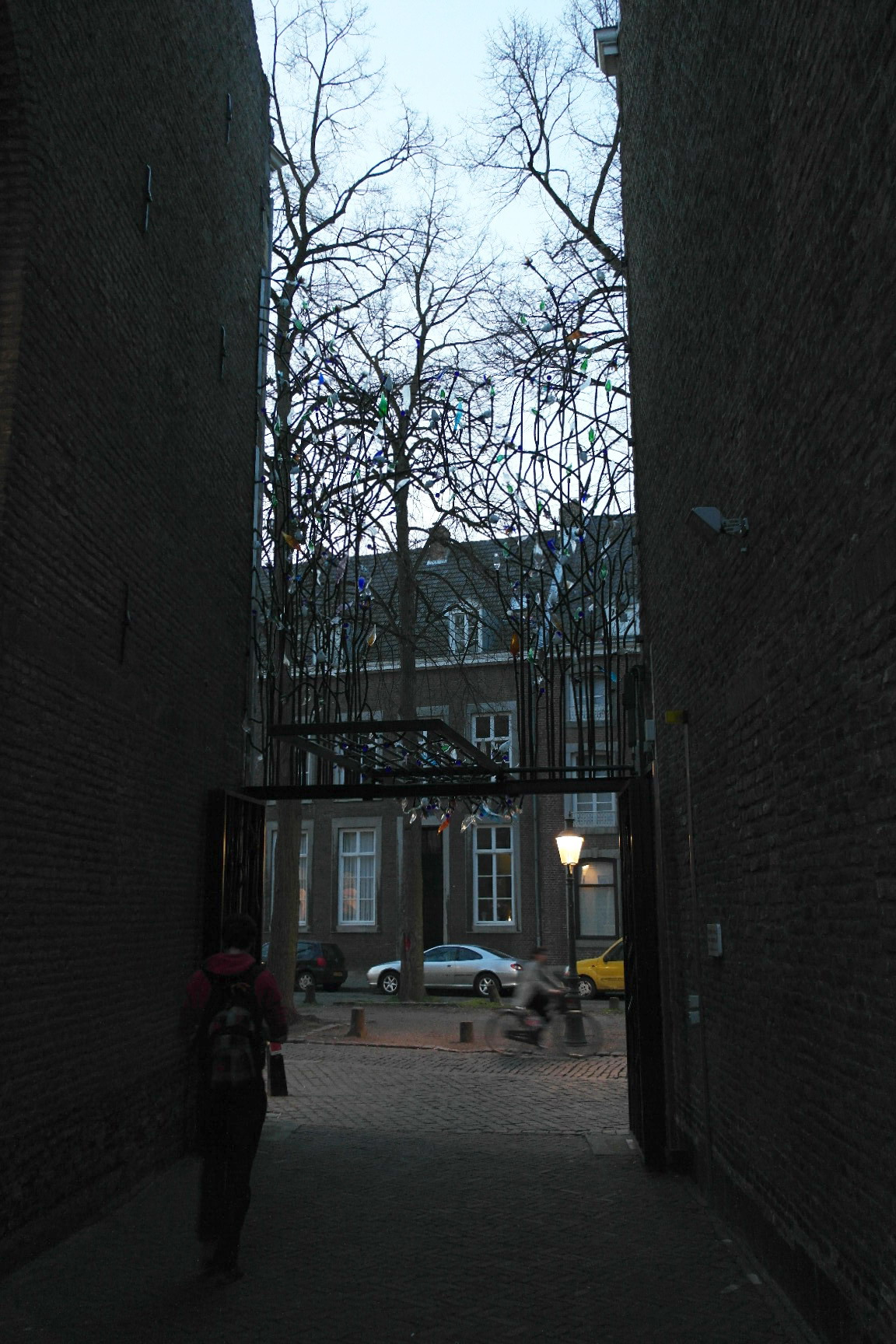
Glaskunstwerk, UB Maastricht
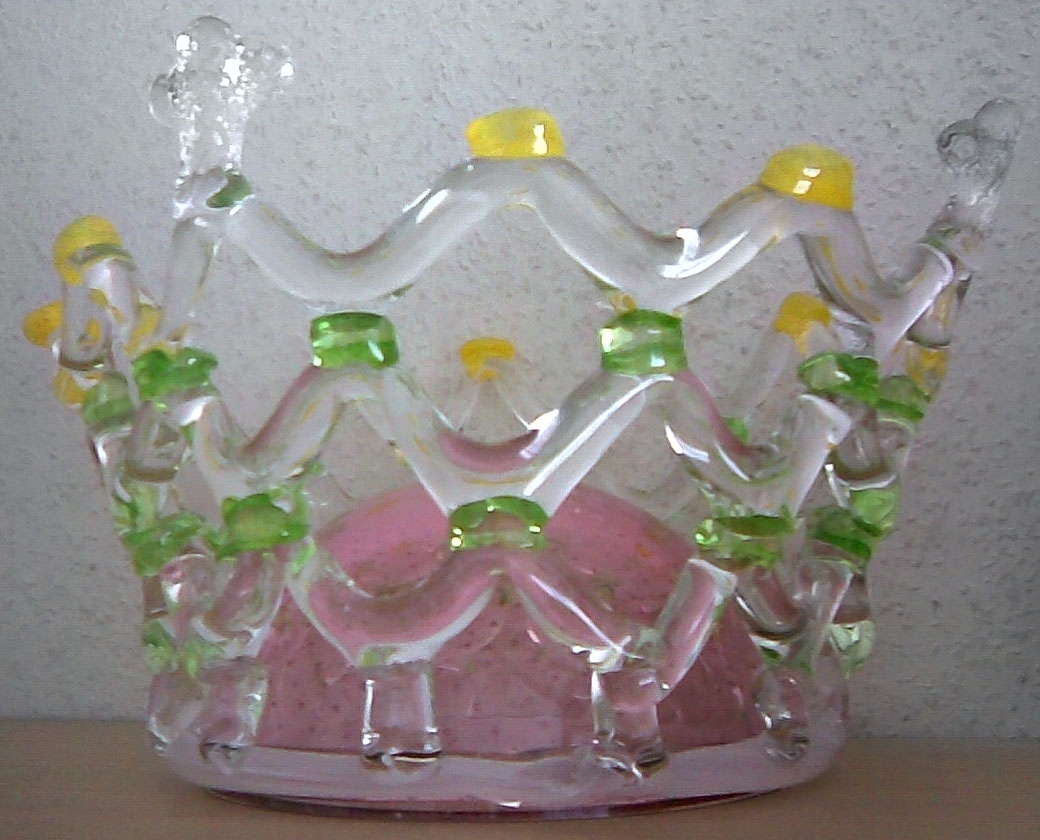
Glazen kroon
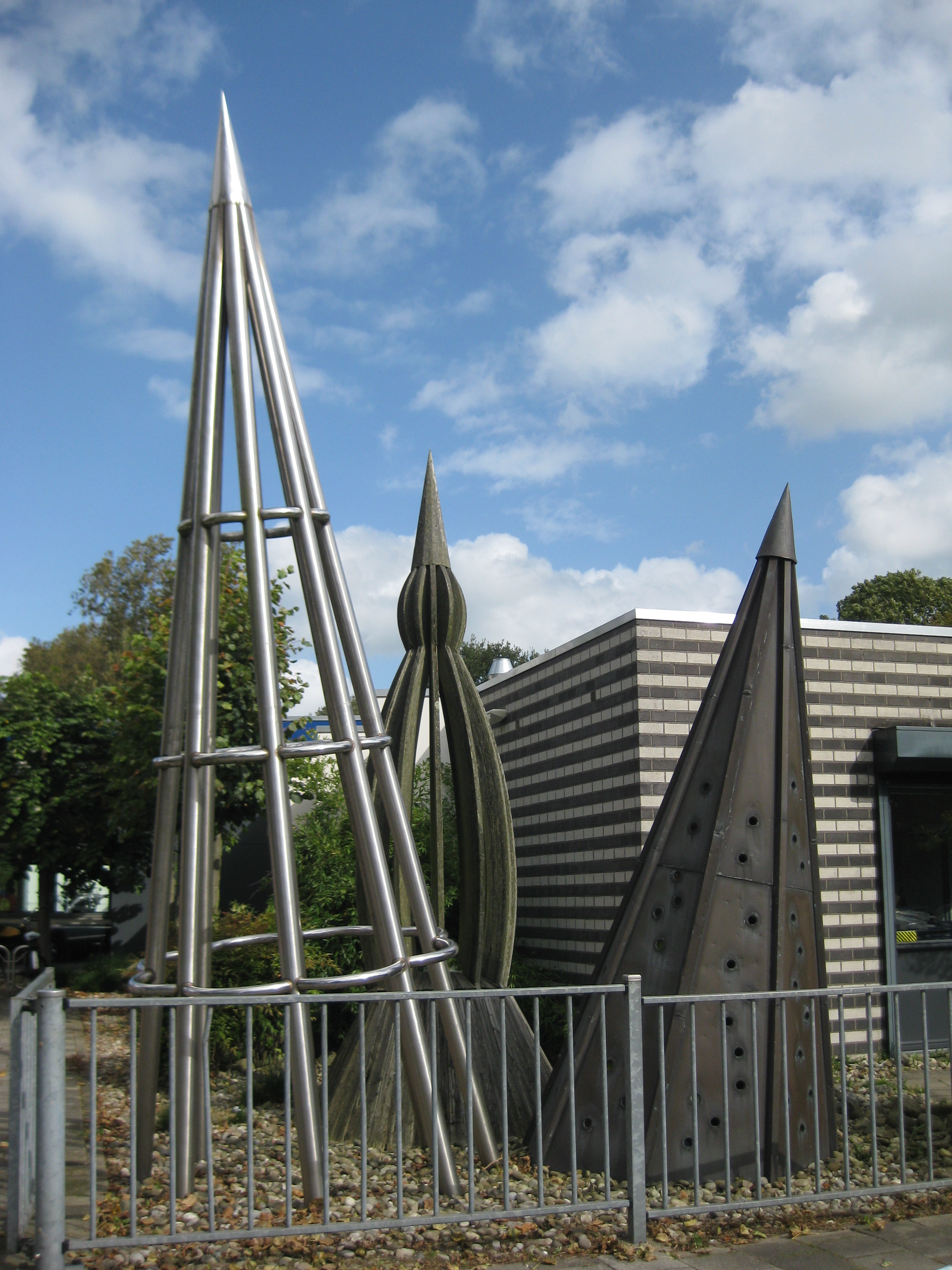
Verzonken Stad in Amsterdam-Noord